# Szkoła Podstawowa nr 1 im. Zjazdu gnieźnieńskiego w Gnieźnie
Szkoła Podstawowa nr 1 im. Zjazdu Gnieźnieńskiego w Gnieźnie – najstarsza szkoła w mieście. Założona w 1810 roku mieściła się obok kościoła św. Jana, dlatego została nazwana Świętojańską. Od 1945 roku funkcjonuje jako Szkoła Podstawowa nr 1. W latach 1999 – 2017, w wyniku reformy edukacji, działała jako Gimnazjum nr 1. Po likwidacji gimnazjów powróciła do pierwotnej formy szkoły podstawowej.

## Historia
Szkołę założono w 1810 roku i nazwano ją Świętojańską. Mieściła się obok kościoła św. Jana. W 1825 roku placówkę podzielono na trzy wyznaniową: katolicką, ewangelicką i żydowską. Szkoła Świętojańska pozostała katolicką. Po odejściu z Gniezna zakonu bożogrobców szkoła otrzymała do dyspozycji budynek poklasztorny.
W 1904 roku szkołę przeniesiono do zbudowanego w pseudogotyckim stylu, budynku przy ul. św. Jana. Były to czasy zaborów, językiem wykładowym był niemiecki. Tylko religii i śpiewu kościelnego można było uczyć po polsku. W 1906 roku wprowadzono jednak w życie zarządzenie o nauczaniu religii także w j. niemieckim. To doprowadziło do wybuchu strajku dzieci w obronie mowy polskiej. Strajk stłumiono w 1907 roku, a jego uczestników objęto poważnymi restrykcjami.
Po wybuchu I wojny światowej budynek został zajęty przez wojsko, najpierw na kwatery, a później na szpital wojskowy. Szkoła funkcjonowała jednak dalej w różnych salach w mieście. W 1920 roku, już w Polsce niepodległej, sześcioletnia Szkoła Świętojańska została przemianowana na siedmioletnią Szkołę Powszechną. Nadal nazywano ją szkołą św. Jana lub Świętojańską.
Wspaniały rozwój szkoły przerwała II wojna światowa. Najpierw budynek zajęli żołnierze hitlerowscy, potem w 1943 roku uruchomiono tu szkołę niemiecką, wreszcie w 1944 roku szpital wojskowy, najpierw dla Niemców, potem dla żołnierzy radzieckich.
W 1945 roku rozpoczęła działalność Szkoła Podstawowa nr 1 w Gnieźnie. W 1970 roku przyjęła ona imię Bohaterów Westerplatte. W 1999 roku w wyniku reformy edukacji szkołę przekształcono w Gimnazjum nr 1. Od 2004 roku nosiło ono imię Zjazdu Gnieźnieńskiego.

## Budynek
Początkowo szkoła mieściła się w budynku obok kościoła św. Jana w Gnieźnie (dawny klasztor). W 1904 roku przeniosła się do pseudogotyckiego budynku przy ul. św. Jana. W czasie II wojny światowej w budynku tym był szpital dla rannych żołnierzy – najpierw hitlerowskich, później radzieckich. W czasie okupacji akta uczniów, zdjęcia i dzienniki zostały ukryte i zachowały się do dzisiaj. Po zakończonej wojnie w salach nic nie zostało – całe wyposażenie szkoły zostało zabrane przez żołnierzy. Budynek ten jest jednym z największych budynków gimnazjalnych w mieście. Ponieważ usytuowany jest na wzniesieniu, zaistniały trudności z nazwą pięter. Obecnie przyjmuje się, że składa się on z sutereny, parteru, 1. i 2. piętra oraz z poddasza. W suterenie znajdują się dwie małe sale do języka angielskiego oraz świetlica. Na parterze, poza salami lekcyjnymi znajduje się sekretariat, sklepik szkolny, a także biblioteka. Drugie piętro zostało podzielone na część lekcyjną i sportową, gdzie znajdują się szatnie i sala gimnastyczna.

## Baza sportowa
Szkoła posiadała ubogą bazę sportową. Do końca 2009 roku posiadała salę gimnastyczną na 2. piętrze, została jednak ona zamknięta ze względów bezpieczeństwa. Szkoła posiada wielofunkcyjne boisko sportowe, nauczyciele organizują zajęcia wychowania fizycznego także nad Jeziorem Jelonek oraz na gnieźnieńskich halach sportowych i basenie. 
W czerwcu 2015 roku została oddana do użytku hala sportowa położona przy ulicy Świętokrzyskiej.

## Pracownicy
W szkole łącznie pracuje ok. 60 nauczycieli i pedagogów wraz z dyrekcją oraz 10 pracowników administracji. W roku szkolnym 2024/2025 szkoła zatrudnia ponad 60 nauczycieli i specjalistów, w tym pedagogów, psychologów oraz logopedów.

## Wydarzenia i projekty edukacyjne
Szkoła aktywnie uczestniczy w projektach edukacyjnych, takich jak „Laboratoria Przyszłości” oraz „Cyfrowa Szkoła”. Organizowane są półkolonie zimowe i letnie, warsztaty z zakresu bezpieczeństwa cyfrowego oraz spotkania z lokalnymi twórcami i naukowcami. W 2025 roku szkoła obchodziła jubileusz 215-lecia istnienia.

## Absolwenci
- senator Piotr Gruszczyński
- regionalista Walerian Występski
- franciszkanin o. Edward Iwo Zieliński, wykładowca KUL zm. 2011

## Profile
W roku szkolnym 2024/2025 uczniowie mogą rozwijać swoje zainteresowania w ramach klas o profilach: matematyczno-informatycznym, przyrodniczym, sportowym, językowym oraz artystycznym.

## Nauka języków obcych
Uczniowie uczą się języka angielskiego jako obowiązkowego oraz drugiego języka nowożytnego – niemieckiego lub hiszpańskiego – w zależności od profilu klasy.